# Goudstuitvliegenpikker
De goudstuitvliegenpikker (Tyranniscus uropygialis, synoniem Phyllomyias uropygialis) is een zangvogel uit de familie Tyrannidae (tirannen).

## Verspreiding en leefgebied
Deze soort komt voor van westelijk Venezuela tot noordwestelijk Argentinië.

## Status
De grootte van de populatie is niet gekwantificeerd maar de soort wordt omschreven als schaars en met een versnipperde verspreiding. Op de Rode lijst van de IUCN heeft deze soort de status niet bedreigd.